# 高于铺镇
高于铺镇，是中华人民共和国河北省保定市顺平县下辖的一个乡镇级行政单位，位于县城东南12千米。

## 行政区划
高于铺镇下辖以下地区：
王各庄村、西闫庄村、东闫庄村、苏头村、屯头村、苏辛庄村、白家庄村、高于铺村、大辛店村、向阳村、东显阳一村、东显阳二村、李千户村、东赵庄村、坝子口村、东亭乡村、西亭乡村、亭西庄村、亭北庄村、何家庄村、北城西庄村、北城北庄村、子城村、北城村和大王村。

## 交通
- 京广铁路：完县站（顺平站）